# Luis González
Luis Óscar González (* 19. Januar 1981 in Buenos Aires), genannt Lucho González, ist ein Fußballtrainer und ehemaliger argentinischer Fußballspieler. Lucho war ein offensiver Mittelfeldspieler, der jedoch auf vielen Positionen eingesetzt wurde. González war für seine Kampfstärke, gute Kondition und gefährliche Distanzschüsse bekannt.

## Karriere als Spieler

### Im Verein
Seine fußballerische Laufbahn begann Lucho González beim argentinischen Verein Club Atlético Huracán, für den er im April 1999 in der ersten Liga debütierte. 2002 wechselte er zum argentinischen Topverein River Plate, wo er schnell zu einer festen Größe aufstieg und sich für europäische Vereine empfahl.
So wechselte González 2005 zum portugiesischen Spitzenclub FC Porto, mit dem er in seiner ersten Saison die portugiesische Meisterschaft und den Pokal gewann. Auch in den Folgespielzeiten 2006/07, 2007/08 und 2008/09 gewann der FC Porto mit González die portugiesische Meisterschaft. Zur Saison 2009/10 wechselte er für 18 Millionen Euro zu Olympique Marseille.
Im Januar 2012 wechselte Lucho González ablösefrei zurück zum FC Porto. Bei seinem ersten Spiel nach der Rückkehr im portugiesischen Ligapokal erzielte er gleich ein Tor und trug zum 2:0-Sieg seiner Mannschaft über Vitória Setúbal bei.
Ende Januar 2014 wechselte Lucho González zum al-Rayyan SC nach Katar. Die Ablösesumme betrug etwa 3,3 Millionen Euro. Ende Juni 2015 kehrte er in seine Heimat zu River Plate zurück. Im September 2016 wechselte González erneut. Er ging nach Brasilien, wo er bei Athletico Paranaense unterzeichnete. Nach Abschluss der Série A 2022 im Dezember des Jahres, beendete er seine aktive Laufbahn.

### In der Nationalmannschaft
Sein erstes Länderspiel für die Argentinische Fußballnationalmannschaft bestritt Lucho González im Januar 2003. Seitdem stand er in 41 Länderspielen auf dem Feld und erzielte dabei 5 Tore. Er war bei der Copa América 2004 einer der großen Stars des argentinischen Teams und war maßgeblich am Finaleinzug gegen Brasilien beteiligt. Im gleichen Jahr gewann er mit der Auswahl Argentiniens die Goldmedaille bei den Olympischen Spielen 2004. González nahm an der Weltmeisterschaft 2006 teil und kam dabei in 3 Spielen zum Einsatz. Ebenfalls stand er im Kader Argentiniens für die Copa América 2007 in Venezuela.

## Karriere als Trainer
Nach Abschluss seiner aktiven Laufbahn beim Athletico Paranaense bekam er hier im Januar 2022 seine erste Anstellung als Co-Trainer. Am 24. August des Jahres wurde González vom Ligakonkurrenten Ceará SC als Cheftrainer verpflichtet. Der Klub hatte zwei Tage zuvor, nach dem 22. Spieltag der Série A 2022 an Platz 14. liegend, seinen Trainer Marquinhos Santos entlassen. Am 28. Oktober wurde er nach acht erfolglosen Spielen in Folge wieder entlassen.
Im Juli 2023 wurde er als Co-Trainer von Internacional Porto Alegre eingestellt. Nachdem Cheftrainer Eduardo Coudet im Juli 2024 entlassen worden war, verließ González kurz darauf auch den Klub. Am 24. September 2024 verpflichtete Athletico Paranaense ihn als Cheftrainer. Der Klub hat seinen Trainer Martín Varini nach dem 27. Spieltag der Série A 2024 entlassen. Zu dem Zeitpunkt lag der Klub auf dem 13. Platz.

## Erfolge als Spieler

### Vereine
CA Huracán
- Primera B Nacional: 2000

 CA River Plate
- Argentinische Meisterschaft: Clausura 2003, Clausura 2004

FC Porto
- Portugiesische Meisterschaft: 2005/06, 2006/07, 2007/08, 2008/09, 2011/12, 2012/13
- Portugiesischer Pokalsieger: 2005/06, 2008/09
- Portugiesischer Fußball-Supercup: 2006, 2007, 2008, 2012

Olympique Marseille
- Französische Meisterschaft: 2009/10
- Französischer Ligapokal: 2009/10, 2010/11
- Französischer Fußball-Supercup: 2010, 2011

Athletico Paranaense
- Copa Sudamericana: 2018
- Copa do Brasil: 2019

### Nationalmannschaft
- Copa-América-Finalist: 2004, 2007
- Olympische Sommerspiele: 2004

### Auszeichnungen
- Spieler des Monats der Ligue 1: April 2010